# Charles Power
Charles Frederick Power (Coonoor, Tamil Nadu, Índia, 26 d'agost de 1878 – Blandford Forum, Dorset, 26 de març de 1953) va ser un jugador d'hoquei sobre herba britànic que va competir a principis del segle xx.
El 1908 va prendre part en els Jocs Olímpics de Londres, on va guanyar la medalla de plata en la competició d'hoquei sobre herbal, com a membre de l'equip irlandès.